# Stefano Battistelli
Stefano Battistelli, född 6 mars 1970 i Rom, är en italiensk före detta simmare.
Battistelli blev olympisk bronsmedaljör på 400 meter medley vid sommarspelen 1988 i Seoul.